# Râul Rasova, Jiu
Râul Rasova este un curs de apă, afluent al râului Jaleș.